# 市場 (津山市)
市場（いちば）は岡山県津山市にある地名。郵便番号は708-1206。

## 地理
旧・広戸村の南西端に位置する。西は西上、西中、南は新野東、日本原、北は奥津川、東北は大吉、東は大岩に接する。

## 歴史

### 沿革
- 1872年 - 広戸村市場東分、広戸村市場西分、広戸村奥津川分、広戸村大岩分、広戸村草屋分が合併、広戸村となる。
- 1881年 - 広戸村が広戸市場村、広戸大岩村、広戸大吉村、広戸奥津川村に分村。
- 1889年6月1日 - 町村制施行により、勝北郡広戸市場村が同郡広戸大岩村、広戸大吉村、広戸奥津川村と合併、広戸村となる。広戸市場村は大字広戸市場となる。
- 1900年4月1日 - 勝北郡が勝南郡と合併し、勝田郡となる。
- 1955年1月1日 - 広戸村が、勝田郡勝加茂村、新野村と合併、勝北町となる。広戸村全域の大字がそれぞれ大字から広戸を省き、広戸市場は市場となる。
- 1958年 - 市場南端部が新野東字日本とともに日本原となる。
- 2005年2月28日 - 勝北町が苫田郡加茂町、阿波村、久米郡久米町とともに津山市に編入される。

## 世帯数と人口
2021年（令和3年）1月1日現在の世帯数と人口は以下の通りである。
| 町丁 | 世帯数  | 人口  |
| ---- | ------- | ----- |
| 市場 | 216世帯 | 444人 |

## 小・中学校の学区
市立小・中学校に通う場合、学区は以下の通りとなる。
| 番地 | 小学校             | 中学校             |
| ---- | ------------------ | ------------------ |
| 全域 | 津山市立広戸小学校 | 津山市立勝北中学校 |

## 交通

### 道路
- 岡山県道450号三浦勝北線

## 施設
- 津山市立広戸小学校